# Blagovistnik
Blagovistnik egy szlovák nyelven megjelenő egyházi, görögkatolikus lap volt az egykori  Csehszlovákiában. Az 1946 és 1949 között kéthetente megjelenő lap szerkesztősége Eperjesen volt.